# برت جیمز گلدمن
برت جیمز گلدمن (انگلیسی: Brett J. Gladman؛ زاده ۱۹ آوریل ۱۹۶۶) یک ستاره‌شناس اهل کانادا است.